# 인제 나들목
인제 나들목(Inje IC)은 강원특별자치도 인제군 상남면 하남리에 설치된 서울양양고속도로의 11번 교차로이다.
인제군 인제읍, 인제군 상남면, 인제군 기린면 일대로 진출 할 수 있으며, 이 나들목에서 인제읍내는 30km 이상 떨어져 있다. 나들목 진출 시 내린천휴게소와 연결된다.

## 역사
- 2008년 8월 26일 : 나들목 신설을 위해 인제군 도시계획시설 교통광장에 상남면 하남리 일원을 인제 나들목으로 고시[1]
- 2013년 8월 30일 : 인제군 도시계획시설 교통광장 면적 변경[2]
- 2017년 6월 30일 : 서울양양고속도로 동홍천 ~ 양양 구간 개통과 함께 통행 개시[3]

## 구조물 정보
- 위치: 강원특별자치도 인제군 상남면 하남리

## 접속하는 도로
- 국도 제31호선 (내린천로)

## 교통량 정보
| 요금소        | 통행량 (대/일) | 통행량 (대/일) | 통행량 (대/일) | 각주  |
| 요금소        | 2017년         | 2018년         | 2019년         | 각주  |
| ------------- | -------------- | -------------- | -------------- | ----- |
| 인제 (폐쇄식) | 1,763          | 1,500          | 1,642          | [ 4 ] |